# Heidemarie Ecker-Rosendahl
Heidemarie „Heide” Ecker-Rosendahl (născută Rosendahl; n. 14 februarie 1947, Hückeswagen, Bizone⁠(d), Germania) este o fostă atletă germană, laureată cu două medalie de aur la Jocurile Olimpice din 1972.

## Carieră
Sportiva fost în anii 1970 campionă națională, campionă olimpică și europeană. Ea a deținut recordurile mondiale la proba de săritură în lungime și pentatlon. A câștigat în anul 1972 două medalii olimpice la proba de săritură în lungime și ștafetă 4 x 100 m în München. Tot la Jocurile Olimpice de vară din 1972 a câștigat medalia de argint la pentatlon. Rosendahl a fost aleasă în anii 1970 și 1972 sportiva anului.
Heide Ecker-Rosendahl este căsătorită cu fostul baschetbalist John Ecker. Fiul Danny Ecker a devenit săritor cu prăjina, medaliat la Campionatele Mondiale și Europene.

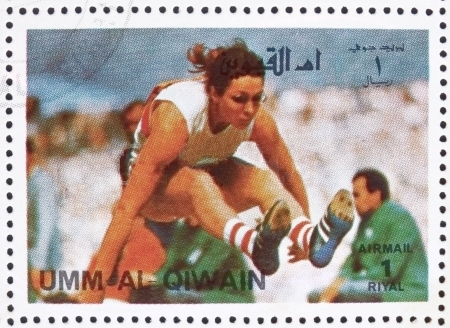
La JO din 1972
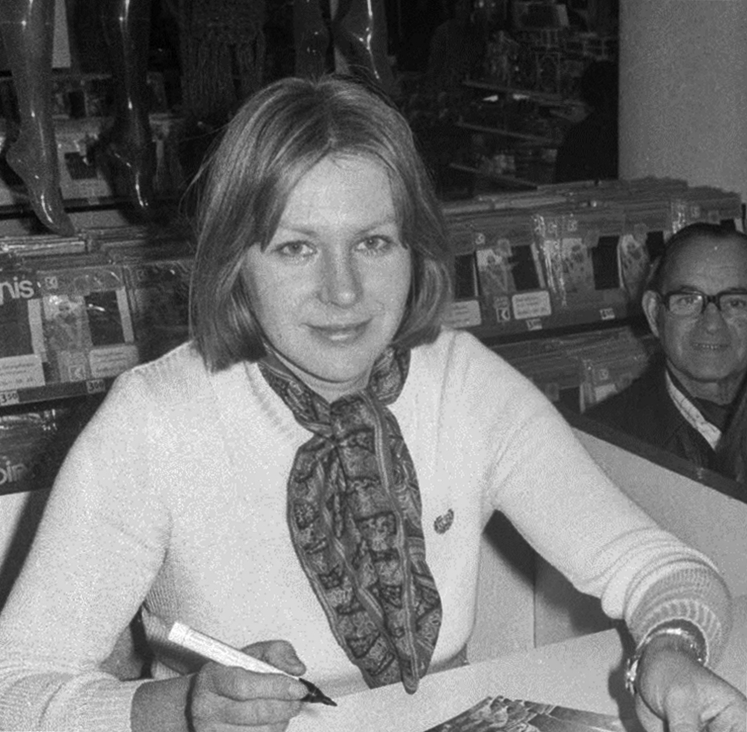
în 1975

## Realizări
| An   | Competiție                   | Locație                 | Loc | Eveniment    | Note    |
| ---- | ---------------------------- | ----------------------- | --- | ------------ | ------- |
| 1966 | Jocurile Europene în sală    | Dortmund, Germania      | 3   | lungime      | 6,49 m  |
| 1966 | Campionatul European         | Budapesta, Ungaria      | 2   | pentatlon    | 4765    |
| 1967 | Jocurile Europene în sală    | Praga, Cehoslovacia     | 2   | lungime      | 6,41 m  |
| 1968 | Jocurile Europene în sală    | Madrid, Spania          | 4   | lungime      | 6,20 m  |
| 1968 | Jocurile Olimpice            | Ciudad de México, Mexic | –   | 80 m garduri | NS      |
| 1968 | Jocurile Olimpice            | Ciudad de México, Mexic | 8   | lungime      | 6,40 m  |
| 1968 | Jocurile Olimpice            | Ciudad de México, Mexic | –   | pentatlon    | NS      |
| 1969 | Jocurile Europene în sală    | Belgrad, Serbia         | 7   | 50 m garduri | 7,6 s   |
| 1970 | Campionatul European în sală | Viena, Austria          | 12  | 60 m garduri | NS      |
| 1970 | Campionatul European în sală | Viena, Austria          | 2   | lungime      | 6,55 m  |
| 1970 | Universiada                  | Torino, Italia          | 1   | lungime      | 6,84 m  |
| 1971 | Campionatul European în sală | Sofia, Bulgaria         | 5   | 60 m         | 7,5 s   |
| 1971 | Campionatul European în sală | Sofia, Bulgaria         | 1   | lungime      | 6,64 m  |
| 1971 | Campionatul European         | Helsinki, Finlanda      | 3   | lungime      | 6,66 m  |
| 1971 | Campionatul European         | Helsinki, Finlanda      | 1   | pentatlon    | 4675    |
| 1972 | Jocurile Olimpice            | München, Germania       | 1   | 4x100 m      | 42,81 s |
| 1972 | Jocurile Olimpice            | München, Germania       | 1   | lungime      | 6,78 m  |
| 1972 | Jocurile Olimpice            | München, Germania       | 2   | pentatlon    | 4791    |

## Recorduri personale
| Probă                       | Performanță | Dată              | Locație  |
| --------------------------- | ----------- | ----------------- | -------- |
| 100 m                       | 11,45 s     | 23 iulie 1972     | München  |
| 200 m                       | 22,96 s     | 3 septembrie 1972 | München  |
| 100 m garduri               | 13,34 s     | 2 septembrie 1972 | München  |
| Săritură în înălțime        | 1,68 m      | 10 august 1971    | Helsinki |
| Săritură în lungime         | 6,84 m      | 3 septembrie 1970 | Torino   |
| Aruncarea greutății         | 13,86 m     | 1 septembrie 1972 | München  |
| Pentatlon                   | 4791 puncte | 3 septembrie 1972 | München  |
| 60 m în sală                | 7,5 s       | 14 martie 1971    | Sofia    |
| Săritură în lungime în sală | 6,68 m      | 27 februarie 1971 | Kiel     |